# Runter mit den Spendierhosen, Unsichtbarer! (альбом)
Runter mit den Spendierhosen, Unsichtbarer! (рус. досл. — Долой штаны щедрости, невидимка! (нем. фразеологизм); рус.лит. —  Спусти штаны, невидимка! или Покажи, что у тебя есть, нищеброд!) — девятый студийный альбом немецкой панк-рок группы Die Ärzte, вышедший 23 октября 2000 года. Альбом занял первое место в немецком чарте и получил статус платинового. 

## Об альбоме
Альбом занял первое место в немецком чарте и получил статус платинового. На сингл "Yoko Ono" был снят видеоклип, который занесён в Книгу рекордов Гиннеса, как самое короткое официальное музыкальное видео (45 секунд). 
Издание альбома на виниле и CD по-своему уникальны: вместо привычной пластиковой или картонной упаковки диск/пластинка в конверте и буклет упакованы в плюшевую сумку на липучке.
Название альбома состоит из немецких идиом "Runter mit den Hosen" (снять штаны) и "Spendierhosen anhaben" (расточительство, безрассудная трата чего-либо), а слово Unsichtbarer (невидимка) было выбрано музыкантами из множества вариантов ради каламбура.
Переиздание альбома на виниле состоялось в декабре 2023 года. 

## Список композиций
1. Wie es geht (Farin Urlaub) – 3:58
2. Geld (Bela B. Felsenheimer) – 3:44
3. Gib mir Zeit (Urlaub) – 2:08
4. Dir (Felsenheimer) – 3:39
5. Mondo Bondage (M: Rodrigo González / T: Felsenheimer) – 3:01
6. Onprangering (Farin Urlaub) – 3:53
7. Leichenhalle (M: González / T: Felsenheimer, González, Urlaub) – 3:51
8. Der Optimist (Felsenheimer) – 2:36
9. Alles so einfach (Urlaub) – 4:25
10. N 48.3 (Urlaub) – 2:51
11. Manchmal haben Frauen… (Felsenheimer) – 4:13
12. Las Vegas (Felsenheimer) – 1:49
13. Yoko Ono (Urlaub) – 0:30
14. Rock Rendezvous (Felsenheimer) – 4:08
15. Baby (Urlaub) – 4:32
16. Kann es sein? (M: González / T: Felsenheimer) – 2:47
17. Ein Sommer nur für mich (Urlaub) – 2:51
18. Rock’n’Roll-Übermensch (González, Felsenheimer) – 4:47
19. Herrliche Jahre (Urlaub) – 3:52

###### Сингл — «Wie es geht»
1. Wie es geht (Urlaub)
2. Poser, du bist ein… (Felsenheimer)
3. Die Instrumente des Orchesters (Urlaub)
4. Kpt. Blaubär (Extended Version) (Felsenheimer, González, Urlaub)
5. Halsabschneider (Urlaub)

###### Сингл — «Manchmal haben Frauen…»
1. Manchmal haben Frauen… (Felsenheimer)
2. Rettet die Wale (Urlaub)
3. Matthäus 1:5:0 (M: González / T: Felsenheimer, González)
4. Methan (Felsenheimer)

###### Сингл — «Yoko Ono»
1. Yoko Ono (Do Brasil) (M: González, Felsenheimer, Urlaub / T: Urlaub)
2. Yoko Ono (Urlaub)
3. Die Welt ist schlecht (M: Felsenheimer, Urlaub / T: Felsenheimer)
4. Yoko Ono (L’Age D’Or Mix) (González/Felsenheimer/Urlaub)

###### Сингл — «Rock’n’Roll-Übermensch»
1. Rock’n’Roll-Übermensch (Radio Mix) (Felsenheimer/González)
2. Rock’n’Roll Übermensch (Jauche’s Pina Colada Mix)
3. Rock’n’Roll Übermensch (Circuit Breaker Mix)
4. Rock’n’Roll Übermensch (Lexy & K-Paul’s L&P Mix)
5. Rock’n’Roll Übermensch (Al-Haca Megamensch Dub)
6. Rock’n’Roll Übermensch (Teddy Uranus Mix)
7. Rock’n’Roll Übermensch (Star & Emerson Three Bad Kiddaz Mix)
8. Rock’n’Roll Übermensch (Blank & Jones Remix)